# Хиронимус фон Мансфелд
Хиронимус Фердинанд Рудолф фон Мансфелд (на немски: Hieronymus (VII) Ferdinand Rudolf von Mannsfeld; * 20 юли 1842, Пшемишъл, Австрийска империя; † 29 юли 1881, Бланкенберге, Белгия) е граф на Мансфелд и политик в Бохемия и в Австро-Унгария.

## Живот
Той е най-големият син на 5. княз Йозеф Франц Хиронимус фон Колоредо-Мансфелд (1813 – 1895) и съпругата му Терезия, едле фон Лебцелтерн (1818 – 1900). Брат е на Каролина фон Колоредо-Мансфелд (1844 – 1916), Ида Магдалена София (1845 – 1914) и на граф Франц де Паула Фердинанд Гундакар фон Колоредо-Мансфелд (1847 – 1925).
Хиронимус е член на фамилията Колоредо-Мансфелд, наследява имотите в Бохемия. По-малкият му брат Франц Фердинанд поема Зирндорф.
Хиронимус е избран през 1871 г. в бохемското народно събрание и на 19 май 1875 г. поема земеделското министерство в „кабинета на Адолф фон Ауершперг“ в Австро-Унгария.
Умира на 39 години на 29 юли 1881 г. в Бланкенберге в Белгия.

## Фамилия
Хиронимус фон Мансфелд се жени на 29 април 1865 г. в Прага, Бохемия, за графиня Аглая Фестетикс де Толна (* 2 февруари 1840, Толна; † 1 юни 1897, Виена) от Бохемия, дъщеря на граф Ернст Йохан Вилхелм/Ерньо Фестетикс де Толна (1800 – 1869) и фрайин Йохана Клара Мария Йозефа Котц з Добрце (1808 – 1869). Те имат децата:
- Йозеф Хиронимус Рудолф Фердинанд Франц Мария (* 17 февруари 1866, Прага; † 21 февруари 1957, Париж), 6. княз фон Колоредо-Мансфелд, женен 2 пъти, бездетен
- Йохана Мария Терезия Аглае Наталия фон Колоредо-Мансфелд (* 27 юли 1867, Добржиш; † 26 август 1938, Брун), омъжена на 23 април 1887 г. във Виена за австро-унгарския генерал-полковник 4. княз Алоиз фон Шьонбург-Хартенщайн (1858 – 1944)
- Мария Тереза София Магдалена Аглае фон Колоредо-Мансфелд (* 5 август 1869, Добржиш; † 27 февруари 1960, Фомп, Тирол), омъжена за граф Карл Фердинанд фон и цу Траутмансдорф-Вайнсберг (1864 – 1910)
- Хиронимус Хубертус Франц Ернст Мария, граф фон Колоредо-Мансфелд (* 3 ноември 1870, Добржиш, Бохемия; † 29 авфуст 1942, Прага, Бохемия), женен на 10 август 1909 г. във Виена за графиня Берта фон Коловрат-Краковски (1890 – 1982), има двама сина, които са 7. и 8. княз на Колоредо-Мансфелд
- Ернестина Каролина Мария Тимотея фон Колоредо-Мансфелд (* 24 Жан 1873, Добржиш; † 1961), омъжена на 11 септември 1909 г. в Милетин за д-р Макс Щайнлехнер († 1937)
- Ида Маргерита Колоредо-Мансфелд (* 22 август 1875; † 16 август 1887)